# Belci-Staudamm
Der Belci-Staudamm war ein Staudamm in Rumänien nahe der Stadt Onești, der hauptsächlich der Wasserversorgung der ansässigen Industrie diente.
Der Staudamm am Fluss Tazlău wurde vom Projektierungsinstitut für Energie in Bukarest (ISPE) geplant und von 1958 bis 1962 erbaut. Zweck der Errichtung war die Wasserversorgung eines Wärmekraftwerks und der sonstigen ansässigen Industrie im Industriezentrum Borzesti bei einer Entnahmemenge von 6 m³/s.

## Technische Details
Der 432 m lange Staudamm bestand aus einem 18,5 m hohen Erddamm mit einem Tonkern und einer staubereichseitigen Betonummantelung, der neben der 58 m langen Entlastungsvorrichtung (Wehranlage) einen 234 m langen linken und 126 m langen rechten Flügel aufwies.
Zwecks höheren Stauvolumens wurde an der rechten Seite im Anschluss an den rechten Flügel ein 577 m langer Begleitdamm errichtet, dessen Krone zu Beginn die gleiche Höhe wie der Hauptdamm aufwies. Die letzten 200 m des Begleitdamms waren um 1 m abgesenkt, um als Flutmulde eine natürliche Hochwasserentlastung zu gewährleisten.

## Hochwasserschutzeinrichtung
Dem Hochwasserschutz wurde in der Mitte des Damms in Form einer 58 m langen Entlastungseinrichtung Rechnung getragen. Diese beinhaltete 4 Klappenwehre (2,50 m × 11,00 m) und 2 je 15 t schwere Segmentverschlüsse (2,50 m × 11,00 m), die als Grundablass fungierten.
Die für den Hochwasserschutz veranschlagten Abfuhrkapazitäten fußten auf einer zehnjährigen Messreihe, die folgende Durchflussmengen prognostizierten:
- 800 m³/s bei einem hundertjährlichen Hochwasser
- 1.100 m³/s bei einem tausendjährlichen Hochwasser

Die maximale Abfuhrleistung der Entlastungseinrichtung betrug laut der Errichtungsgesellschaft Hidroconstructia S.A. 1400 m³/s, Berechnungen im Zuge eines Fachartikels ergaben jedoch nur eine maximale Abfuhrleistung von ca. 850 m³/s.

## Umbau und Partialbruch im Jahr 1972
Im Zuge der Erbauung eines Freizeitzentrums wurde der um 1 m abgesenkte Bereich (Flutmulde) des Begleitdamms ohne Ausgleichsmaßnahmen wieder um 1 m erhöht.
Im selben Jahr kam es im Zuge eines Hochwassers im linken Bereich des Damms zu einer Überströmung samt Partialbruch, der lokal repariert wurde.
Durch dieses Ereignis wurden die für den Hochwasserschutz benötigten Abfuhrkapazitäten samt einem längeren Beobachtungszeitraum neu berechnet. Dabei wurden folgende Durchflussmengen prognostiziert:
- 1.515 m³/s bei einem hundertjährlichen Hochwasser
- 2.415 m³/s bei einem tausendjährlichen Hochwasser

Trotz der neu gewonnenen Erkenntnisse möglicher Hochwasserstände kam es zu keinem Umbau der Entlastungsanlagen.

## Kraftwerkserrichtung im Jahr 1983
1983 wurde im Bereich des rechten Begleitdamms ein Kleinkraftwerk mit einer Entnahmemenge von 12 m³/s und einer Leistung von 1,12 MW für die lokale Stromversorgung errichtet. Auch im Zuge dieser Bautätigkeit kam es zu keiner Adaptierung der Entlastungsanlagen.

## Der Dammbruch von Belci im Jahr 1991
Am 28. Juli 1991 setzte im Oberlauf des Flusses, den östlichen Karpaten, starker Regen ein, der durch ein versagendes Hochwasserinformationssystem nicht an den Sperrenwärter des Belci-Staudammes gemeldet wurde.
Als in der Nacht auf den 29. Juli 1991 im Bereich des Staudamms Starkregen einsetzte (innerhalb von 1,5 Stunden wurden 36,2 l/m² gemessen) und der Pegel des Staubereichs stieg, wurde der Grundablass eines Wehrfeldes geöffnet. Wegen eines danach aufgetretenen Stromausfalls konnten die Tore nicht mehr elektrisch bewegt werden. Der Versuch, diese über ein Notaggregat bzw. manuell zu bewegen, scheiterte wegen einer fehlenden Batterie für das Aggregat bzw. wegen Verklausungen.
Am 29. Juli 1991 wurde ab 2:15 Uhr die Dammkrone bei einem Zufluss von 1.200 m³/s überspült, gegen 6:15 Uhr entstand an der Stelle des reparierten Dammschadens von 1972 ein Initialbruch von 40 m Länge und 10 m Tiefe, der schlussendlich an anderer Stelle gegen 6:30 Uhr zu einer 112 m langen und bis zu 15 m tiefen Hauptbresche führte. Am Abend desselben Tages wurde die Hauptbresche durch eine weitere Hochwasserwelle (1.100 m³/s) ausgedehnt.
Laut einer geotechnischen Untersuchung des Unglücks ist der Initialbruch auf einen Setzungsvorgang und eine dadurch entstandene Schwachstelle zurückzuführen, die genau in jenem Bereich auftrat, der 1972 repariert wurde. Die hohe Bruchdynamik bei der danach entstehenden Hauptbresche wurde dabei durch eine Kabelkünette verursacht, die auf der Dammkrone situiert war und eine Wirbelwalze bewirkte.
Der Dammbruch forderte 25 Todesopfer, 250 Häuser wurden zerstört. Anderslautende Berichte, die weit mehr Todesopfer anführten, zählten irrtümlicherweise auch jene Opfer hinzu, die nicht direkt durch den Dammbruch, sondern durch die eigentliche oberlaufseitige Hochwasserkatastrophe des Flusses Tazlău zu Schaden kamen.
Der Staudamm wurde nach dem Unglück nicht wiedererrichtet.